# Eleições na Groenlândia
As eleições na Groenlândia foram realizadas pela primeira vez em 1979. Na Groenlândia elege-se uma legislatura a nível nacional. O Inatsisartut tem 34 membros eleitos para um mandato de 4 anos, por representação proporcional. O sistema é multipartidário.

## Pleitos realizados
- 1979
- 1983
- 1984
- 1987
- 1991
- 1995
- 1999
- 2002
- 2005
- 2009

## Referendos
- 1979, janeiro
- 1979, junho
- 1982
- 2008
- 2009